# The Moon Riders
The Moon Riders er en amerikansk stumfilm fra 1920 af B. Reeves Eason og Theodore Wharton.

## Medvirkende
- Art Acord som Buck Ravelle
- Charles Newton som Arizona Baldwin
- Mildred Moore som Anna Baldwin
- George Field som Egbert
- Beatrice Dominguez som Rosa
- Tote Du Crow som Warpee
- Albert MacQuarrie som Gant